# Eutermiphora watsoni
Eutermiphora watsoni är en tvåvingeart som beskrevs av Ronald Henry Lambert Disney 1997. Eutermiphora watsoni ingår i släktet Eutermiphora och familjen puckelflugor. Inga underarter finns listade i Catalogue of Life.